# Parlement de Madagascar
Le Parlement de Madagascar  (en malgache : Antenimieran'i Madagasikara) est l'organe législatif bicaméral de la république de Madagascar. Il est composé :
- du Sénat, sa chambre haute constituée de 18 sénateurs dont 12 élus au suffrage indirect et 6 nommés par le Président ;
- de l'Assemblée nationale, sa chambre basse constituée de 151 députés élus pour cinq ans au suffrage direct.